# Charles de Gaulle (R91)
Az Charles de Gaulle (NATO kódja R91) a Francia Haditengerészet zászlóshajója, nukleáris meghajtású repülőgép-hordozó. Nevét Charles de Gaulle tábornokról, Franciaország köztársasági elnökéről kapta, bár eredetileg a Richelieu volt (Richelieu bíboros után), csak 1987-től viseli jelenlegi nevét. Amerikai társaihoz képest a francia hajó jelentősen kisebb, azonban François Mitterrand elnök szükségesnek látta az európai csapásmérő erők között egy repülőgép-hordozó meglétét.

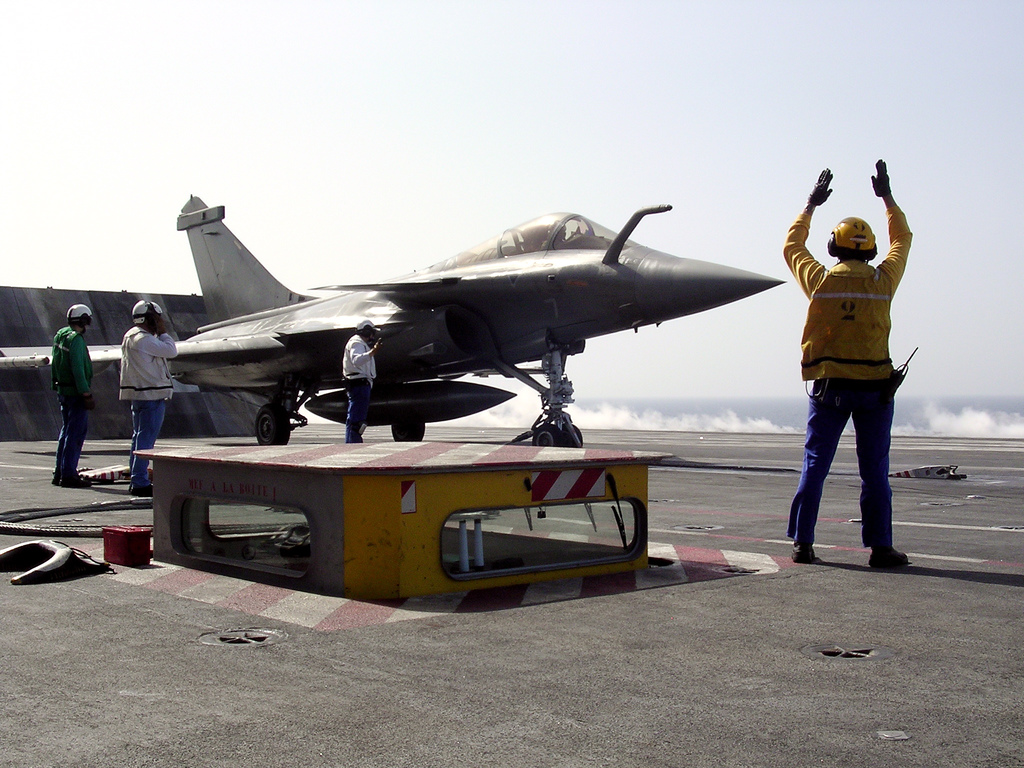
Az Egyesült Államokon kívül Franciaország az egyetlen ország, amely katapultokat üzemeltet.

A Charles de Gaulle eredetileg egy kéttagú osztály első egységének lett szánva, de az anyagi erőforrások hiánya miatt a második egység megépítését törölni kellett. A Charles de Gaulle-t a két hagyományos, olajtüzelésű francia repülőgép-hordozó, a Clemenceau osztály egységei, az 1961-ben szolgálatba állított Clemenceau, és az 1963-ban hadrendbe állt Foch leváltására szánták.
Nagy médiavisszhangot váltott ki 1993-ban, hogy egy csapat MI6-ügynök tervrajzokat lopott, illetve adatokat szerzett a nukleáris reaktorokról.
Az építés és az üzembe helyezés során számos probléma lépett fel, így a vízrebocsátás és a hadrendbe állítás között sok idő telt el. 2000-ben a reaktorokkal történt kisebb incidens, de még ebben az évben Norfolk felé a tengeren eltört a hajó egyik hajócsavarja, így vissza kellett térjen Toulonba.
Részt vett az afganisztáni háborúban és 2011-ben az első líbiai polgárháborúban, a nemzetközi haderő tagjaként.
2015.november 18-án a Charles de Gaulle repülőgép-hordozó elindult a Földközi tenger keleti részére a brit királyi haditengerészet 8500 tonnás HMS Defender rombolója kíséretében. Feladatuk, hogy részt vegyenek az ISIS elleni francia hadműveletben Szíriában. A Charles de Gaulle 28 harci repülőgépet vitt a térségbe, köztük 18 Rafale és nyolc Super Étendard típusú gépet, valamint öt helikoptert.[forrás?]